# The New York Times Almanac
The New York Times Almanac foi um almanaque publicado no Estados Unidos. Houve duas séries separadas e distintas de almanaques por este nome.
A primeira das duas foi inicialmente publicada em 1969 pela New York Times Books como a página de 1056 The New York Times Encyclopedia Almanac 1970.  Um suplemento de 16 páginas com notícias de última hora foi disponibilizado a todos os compradores no início de 1970.  Após seu terceiro ano de publicação foi rebatizado como The Official Associated Press Almanac 1973 e publicado pela Hammond Almanac, Inc., uma logomarca Dell Books.  A publicação continuou por mais dez anos - como The Official Associated Press Almanac em 1974 e 1975, como O CBS News Almanac em 1976, 1977 e 1978, e, finalmente, como The Hammond Almanac em seus últimos cinco anos, 1979-1983.
O segundo NYTA foi o sucessor do Universal Almanac. Seu editor, Andrews & McMeel, decidiu descontinuar aquele almanaque, com a edição final que foi a edição de 1997.  John W. Wright, o editor do Universal Almanac, possuía os direitos sobre o seu conteúdo.  Ele se aproximou da  The New York Times Company, que concordou com a ideia de criar um novo almanaque com o nome do jornal nele. Penguin foi então contratado como editor, e a primeira edição foi publicada no final de 1997 como 1998 New York Times Almanac. Wright tornou-se o editor geral da NYTA. A edição do almanaque 1998 incluiu uma boa quantidade de informações a partir do Universal Almanac, com alguns membros do The Times equipe de notícias contribuindo com artigos sobre as muitas notícias importantes do ano, assim como os mapas no livro. Cessou a publicação após a edição de 2011

## Publicações alternativas
- The World Almanac and Book of Facts
- TIME Almanac with Information Please
- Whitaker's Almanack
- The CIA World Factbook
- Der Fischer Weltalmanach
- Europa World Year Book